# 神永宰良
神永 宰良（かみなが さいら）は日本の演出家、振付師、ダンサー。エクスプレションD.S.代表 ダンスフュージョンCo代表 NPO法人ダンス博理事長 一般社団法人日本ジャズダンス芸術協会副理事長

## 人物概要
東京都内各地にて作・演出・振付を手掛けた公演活動を行うほか、教育の現場やプロのダンサーのための即興舞踊、コミュニケーションと表現など、ワークショップ活動を全国規模で展開中。
演出家として芸術舞台照明家、吉田信から舞台を学ぶ。
ダンスフュージョンCo公演、コンテンポラリー公演多数。ジャズ、コンテンポラリー、即興舞踊、表現の指導に当たるほか、他
団体、舞踊団体、学校関係など、多方面にて教授活動を行う。また、演出家・舞踊家の観点からプログラムされたオリジナル
のワークショップ活動を各地にて行う。日本ジャズダンス芸術協会主催ダンスコンクールでは振付作品が毎年上位入賞。そ
の他 東京新聞主催全国舞踊コンクール現代舞踊第一部振付作品入賞。2008年ポルトガル公演2都市など・・・ソロパフォーマンス公演「道」 別府公演・いわき公演（美術館）が終わり今後も公演活動が続く・・・・・・
2010年2月富山県芸術文化協会主催指導者講習会講師
2011年3月11日南相馬で被災する。その後、原発事故に巻きこまれる。自身のアトリエも津波で被災。現在、福島県いわき市で活動中。
2011年「笑顔プロジェクト」とだいして、笑顔を取り戻す活動を展開中。
2011年7月「ささえ・・・見上げれば青い空」を発表。東京都北区。8月「放射NO!」を発表。東京都下北沢。12月上海公演「FUKUSHIMA」を発表。
2012年3月「3月16日の空」を発表。東京都成城。3月「ふくしまキッズ」を発表。5月一般社団法人日本ジャズダンス芸術協会理事に就任。コンクール担当となる。
2012年7月「ふくしまキッズ」オリンピック記念ホールで発表。
元、一般社団法人日本ジャズダンス芸術協会副理事長（全国支部担当）、ダンスフュージョンCo芸術監督、元福島県立いわき総合高等学校芸術表現演劇系講師
現在は、エクスプレションD.S.代表、特定非営利活動法人ダンス博理事長などを務める。

## 略歴
- 1993年、イギリスにてコンテンポラリーダンスを学ぶ。
- 1996年、ニューヨークブロードウェイにあるシティーセンターシアターで作品「ノイズ」を発表。
- 2008年、ポルトガルのアベイロ市・レイリヤ市の2都市公演に演出家として参加。
- 1999年より日本ジャズダンス芸術協会主催コンクールに参加。振付作品が毎年上位入賞。
- 2002年にはジュニアの部で1位獲得、その後03、04、06年と4回連続1位獲得、05年にはシニアの部で1位獲得など、偉業を成す。また、
- 2009年には、振付作品が東京新聞主催全国舞踊コンクール現代舞踊第1部で入賞。
- 2010年日本ジャズダンス芸術協会主催ダンスコンクール振付作品グランプリ受賞。ジュニアの部2位
- 2011年東日本大震災で被災。
- 2011年4月いわきアリオスや湯本高校の各避難所でのストレッチ運動&ダンスパフォーマンスを開始。 「震災で見えてきた実演芸術の役割」芸団協主催セミナー(芸能花伝舎)・ 福島県立相馬高等学校吹奏楽部第12回定期演奏会をサポート(相馬高等学校体育館)、 ダンスフュージョンCo公演「ささえ...見上げれば青い空」(東京pit北区域) 。第35回全国高等学校総合文化祭ふくしま総文総合開会式振付。 DANCE夢洞楽2011に参加。「放射NO!」を発表。(東京下北タウンホール) 。「こころとカラダのつながりをみつける」芸団協主催芸術実演家ワークショップ 。
- 2011年12月上海公演「福島Fukushima」を発表。
- 2012年 3月成城ダンスフェスティバル「Fukushima-3月16日の空」(世田谷区成城ホール) を発表。
- 2012年3月全労済文化フェスティバル2012参加作品特別公演に出演。 第23回JDAダンスコンクール:ジュニア部門第2位MC2「夜明け」・エクスプレションD.S.の公演をいわき芸術文化交流館アリオスで行う。 特別公演ダンスパフォーマンス作品「ふくしまキッズ」(オリンピック青少年センター)
- 2012年 8月　北京・上海公演「 0 」ZERO from Fukushima を発表。
- 2013年 1月ダンスフュージョンCo公演「ぽっかりと...見上げれば青い空」(東京pit北区域) 4月ダンスフュージョンCo公演「ぽっかりと...見上げれば青い空」(いわきアリオス)
- 2013年 5月第24回JDAダンスコンクール作者作品部門最優秀作品賞 「フクシマ終わらない明日の為に」中高生部門第2位「Our hope~光をもとめて~」
- 2013年6月東北六魂祭メインプログラム担当キッズダンスコレクション「福島NOW!」を発表。奇跡の瞬間を演出した。
- 2013年8月現代舞踊フェスティバルin東京「フクシマ ノ ヒカリ」を発表。(東京芸術劇場)
- 2013年 9月第52回福島県芸術祭開幕行事「いわきの四季」。(いわき芸術文化交流館アリオス)
- 2013年10月いわき市好間工業団地第三応急仮設住宅秋祭りダンスパフォーマンス出演を開催。
- 2013年〜2014年３月いわき市立保育所元気アップ事業に参加。幼児の運動促進と表現教育についてのワークショップを開催。
- 2014年1月「フクシマ・・・真実の空・・・」全労済ホールスペースゼロ企画(東京渋谷区) 「福島NOW!」全労済ホールスペースゼロ企画(東京渋谷区） 全国地方紙にて神永宰良のコラムが掲載(「ダンスに夢中になる訳」)
- 2014年 3月成城ダンスフェスティバル 「白か黒かそれともグレー・・・色あせてゆく言葉」を発表。
- 2014年 6月子ども復興博(東京豊洲)を実施。
- 2014年7月フクシマ...つながる空...発表(全労済ホール/スペース・ゼロ)
- 2014年10月秋田国民文化祭 「もう一つの小町物語」振付演出。ダンスフュージョンCo出演
- 2015年3月成城ダンスフェスティバル「記憶の形 阪神から20年福島から4年」を発表 3月湯本高校吹奏楽部定期演奏会振付
- 2015年 10月ダンス博 ふたたびネパールを主催 ネパール大使館と共に、ネパールを応援するダンスイベントを企画。
- 2016年３月復興ダンスシアターを開催。
- 2016年5月　5年間応急仮設住宅などでのストレッチ活動をベースに、NPO団体を立ち上げ、ダンスで繋がる支援を本格的に始める
- 2017年３月　復興庁の心の復興事業の採択を受け「復興Bonダンス絆再生プロジェクト」を実施。（いわき市）
- 2017年5月　全国JDAダンスコンクール ジュニアの部 １位受賞。作品名「・つ・な・が・る・」